# Transistor Darlington

Diagrama de una configuración Darlington con transistores NPN.

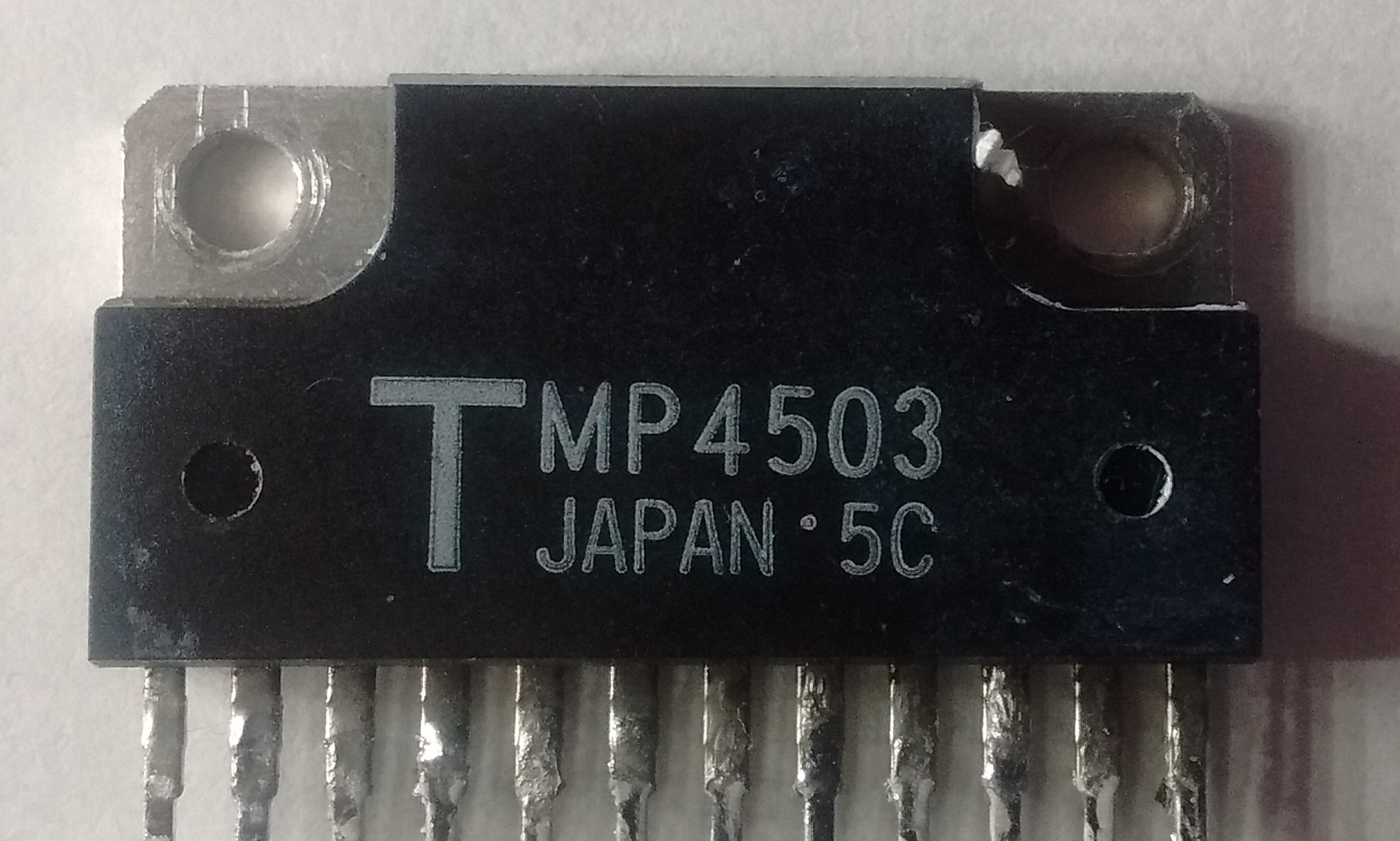
Módulo de potencia MP4503 de Toshiba, con 4 transistores Darligton, dos en NPN y dos en PNP, para aplicaciones como por ejemplo el control de motores en un circuito de puente H.

En electrónica, el transistor Darlington es un dispositivo semiconductor que combina dos transistores bipolares en una configuración tipo Darlington en un único dispositivo (a veces llamado par Darlington). Esta conexión permite que la corriente amplificada por el primer transistor ingrese a la base del segundo transistor y sea nuevamente amplificada.
La configuración (originalmente realizada con dos transistores separados) fue inventada por el ingeniero de los Laboratorios Bell, Sidney Darlington quien solicitó la patente el 9 de mayo de 1952. La idea de colocar dos o tres transistores sobre un chip fue patentada por el ingeniero Darlington, sin embargo, no fue así con la idea de colocar un número arbitrario de transistores sobre un mismo chip, que originaría la idea moderna de circuito integrado.

## Comportamiento
Un transistor Darlington se comporta como un transistor ordinario, es decir, posee base, colector y emisor y puede ser considerado como un único transistor con una ganancia de corriente equivalente βDarlington. Generalmente suele considerarse que la ganancia de un transistor Darlington es aproximadamente el producto de las ganancias de los transistores que lo componen.

### Cálculo de ganancia de corriente
Las corrientes del transistor Darlington pueden expresarse en función de las corrientes de los transistores que lo componen de la siguiente manera.
{\displaystyle I_{B_{D}}=I_{B_{1}}\!}
{\displaystyle I_{C_{D}}=I_{C_{1}}+I_{C_{2}}\!}
{\displaystyle I_{E_{D}}=I_{E_{2}}\!}
A su vez, según las relaciones entre las corrientes de un transistor individual, es posible obtener la corriente de colector del par Darlington.
{\displaystyle I_{C_{D}}=~I_{C_{1}}+I_{C_{2}}~=~I_{B_{1}}\cdot \beta _{1}+I_{B_{2}}\cdot \beta _{2}~=~I_{B_{1}}\cdot \beta _{1}+I_{E_{1}}\cdot \beta _{2}~=~I_{B_{1}}\cdot \beta _{1}+I_{B_{1}}\cdot (\beta _{1}+1)\cdot \beta _{2}\!}
{\displaystyle ~I_{C_{D}}=~I_{B_{1}}\cdot (\beta _{1}\cdot \beta _{2}+\beta _{1}+\beta _{2})\!}
Es posible reexpresar esta última ecuación para obtener la ganancia βD del transistor Darlington a partir de la definición de dicho parámetro y considerando lo planteado en un principio.
{\displaystyle {\frac {I_{C_{D}}}{I_{B_{D}}}}~=~\beta _{D}~=~\beta _{1}\cdot \beta _{2}+\beta _{1}+\beta _{2}\!}
Si se asume que β1 y β2 son suficientemente grandes, del orden de los cientos, se puede obtener la siguiente expresión aproximada.
{\displaystyle \beta _{\mathrm {D} }\approx \beta _{1}\cdot \beta _{2}}

### Ventajas[3]
Esta configuración permite obtener un dispositivo que proporciona una gran ganancia de corriente, típicamente del orden de los miles.Lo cual a su vez permite controlar corrientes de magnitud importante con corrientes de base muy pequeñas.
Es posible implementar esta configuración con transistores discretos, al igual que existen pares Darlington integrados en un solo encapsulado.
Permite utilizar menos espacio al incluir un solo encapsulado en vez de dos por separado.

### Desventajas[3]
A altas frecuencias se observa que un transistor Darlington presenta un desplazamiento de fase mucho mayor que el de un único transistor. Por lo cual utilizar configuraciones de este tipo en circuitos con realimentación negativa resulta en una mayor inestabilidad de los mismos.
Otro inconveniente es la mayor caída de tensión entre la base y el emisor. Debido a que existen dos junturas entre estos dos terminales. Por ello el voltaje base-emisor resultante es igual a la suma de las caídas de ambas junturas. Es decir, que para el valor típico de 0,7 V atribuido a los transistores de silicio, se produce una caída de 1,4 V en la configuración Darlington.
También el aumento de su tensión de saturación representa una limitación. Esto ocurre porque el transistor de salida no puede saturarse realmente (es decir, su unión base-colector permanece polarizada en inversa), ya que su tensión colector-emisor es igual a la suma de su propia tensión base-emisor y la tensión colector-emisor del primer transistor (ambas positivas en condiciones de funcionamiento normal). Por lo tanto, la tensión de saturación de un transistor Darlington es típicamente de 0,8 V (considerando una tensión de saturación del primer transistor de 0,2 V), para el caso de transistores de silicio. En términos prácticos, este inconveniente implica una mayor de la potencia disipada por el transistor Darlington respecto a un transistor individual, para iguales corrientes de colector.
Otro problema es la reducción de la velocidad de conmutación, ya que el primer transistor no puede inhibir activamente la corriente de base del segundo, ralentizando el apagado del dispositivo. Para paliar esto, el segundo transistor suele tener una resistencia de cientos de ohmios conectada entre su base y su emisor. Esta resistencia permite una vía de descarga de baja impedancia para la carga acumulada en la unión base-emisor, permitiendo un rápido apagado. También se suele incluir un diodo en esta misma ubicación en antiparalelo con la unión base-emisor, con fines similares.